# Парламент Гамбургу
Гамбурзький парламент (нім. Hamburgische Bürgerschaft) є однопалатним парламентом німецької землі Гамбург, згідно Гамбурзькій конституції. У 2011 році в парламенті засідали 121 депутат. Парламент знаходиться у будівлі мерії Гамбурга («Рафтинг»), коли уряд Гамбургу також є його частиною.
Парламент, крім усього іншого, несе відповідальність за законність, обрання Ерстера Бюргермейстера (першого мера) на виборчий період і контроль Сенату (урядового кабінету).
121 депутат чи депутатка обираються на загальних, прямих, вільних і таємні вибори кожні чотири роки.

## Історія

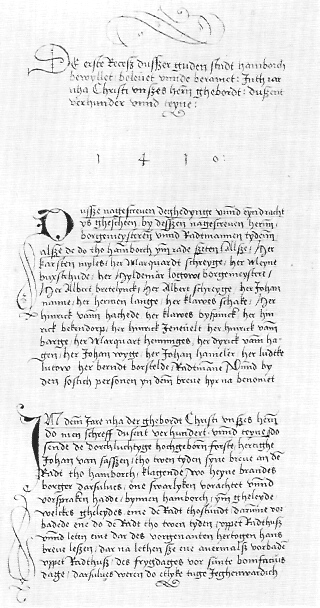
Перший документ із згадкою гамбурзького парламенту. 1410 рік.

Bürgerschaft - це термін, який використовували в середньовіччі для позначення жителів Гамбурга чоловічої статі з громадянством. У 15 столітті ця група була створена в місті, званому Ербджесенським бюргершафтом, для управління вільною державою. Перший відомий документ цього комітету  датується 1410 роком і отримав назву Der Erste Rezess (приблизно: перше порівняння). Система спадкових об'єктів була схильна корупції, тож, в найближчі десятиліття відбулося кілька серйозних проблем.
Наступний період призвів до більшої критичності встановлених структур, і Гамбург брав участь у виборах в Національні збори Франкфурта в 1848 році. Це призвело до ще більших дебатів, і Ербессенн Бюргершафт прийняв новий закон про вибори, щоб знизити критичність у вересні 1848 року, але прусські війська під час Першої шлезвизької війни призвели до хаосу.
Вибори у 1859 році
Нова спроба реформування конституції була розпочата після тривалих обговорень у 1859 році, і Ербессенн Бюргершхафт в останній раз в листопаді цього року зібрався прийняти новий наказ і розпустити Bürgerschaft. З 1859 року Bürgerschaft посилається на цей обраний парламентський орган.

### ФРН
Вибори 1949 року призвели до того, що після Другої світової війни був обраний новий парламент Гамбурга, а Соціал-демократична партія зберегла свою традиційну домінуючу роль після відновлення виборів під час британської окупації 1946 року. Партія продовжувала управляти містом, крім 1953-57 років, в перший Сенат Оле фон Бойст, утворений у 2001 році.

## Нинішній склад
Останні вибори в парламент Гамбурга пройшли 23 лютого 2020 року:
- СДПН — 54 місць (39,2% голосів);
- ХДС — 15 місць (11,2% голосів);
- Союз 90/Зелені — 33 місць (24,2% голосів);
- Ліві — 13 місць (9,1% голосів);
- Вдп — 1 місць (4,9% голосів);
- АдГ — 7 місць (5,3% голосів);